# Famille de Massougnes
 (novembre 2012).
La famille de Massougnes est une famille de la noblesse française subsistante sur preuves de 1481.

## Histoire
La famille de Massougnes est originaire we Massognes, commune de la Vienne).[réf. nécessaire]
Depuis Willelmus de Maceunnia (Guillaume de Massougnes) qui, entre 1122 et 1140, se faisait moine, plusieurs personnages du nom ont possédé des terres soit dans la paroisse, soit dans ses alentours immédiats, mais aucun, dans l’état de nos connaissances actuelles, n’en apparaît comme principal propriétaire ni comme seigneur, au sens féodal du mot. La qualité de noble ne lui a pas plus été attribuée dans la première partie du Moyen Âge.
Régis Valette dans Catalogue de la noblesse française subsistante écrit que la famille de Massougnes est une famille de noblesse d'ancienne extraction sur preuves remontant à l'année 1481.

## Armoiries
La famille de Massougnes porte D'or à trois têtes de couleuvres arrachées, lampassées et couronnées d'azur à un chef de gueules chargé de trois croix d'argent.
On trouve également D’or, à la fasce de gueules chargée de 3 coquilles d’argent, accompagné de 3 têtes de couleuvres arrachées, lampassées et couronnées d’azur, posées 2 et 1[réf. nécessaire].
Elle a pour support deux lions d'or, pour cimier, une couronne de comte et pour devise In Utroque Fidelis que l'on peut traduire Fidèle à l'un et à l'autre.

## Filiation
Cette famille a produit un nombre important de branches, toutes éteintes au cours du XIXe siècle, à l'exception de sa branche aînée, celle des Fontaines.

### Branche des Fontaines
- Antoine de Massougnes, seigneur de Fraigny, La Brande, Bran, et en partie de Souvigné. Il avait épousé vers 1450, Marguerite de Beauchamp[7], fille de Guillaume de Beauchamp. De ce mariage sont issus, entre autres :
  - Jean, qui suit.
  - Guillaume de Massougnes, écuyer, seigneur des champs, seigneur de Fraigny, la Brande. Il était brigandinier du comté d'Angoulême en 1467. Il avait épousé vers 1460 Jeanne de Lastre, dont postérité.
- Jean Ier de Massougnes, écuyer, seigneur en partie de Villeneuve à Pioussay, de Loizé, Mandegault, Melleran. Il épousa en 1481 Jeanne de La Porte aux Loups. De ce mariage est issu (entre autres) :
- Aubert de Massougnes, écuyer, seigneur de Villeneuve à Pioussay et de Montaigon. Il était homme d'armes de la compagnie du comte de Saint-Farre en 1513. Il avait d’abord, en 1507, servi sur mer dans le parti du duc de Gueldres, parent et allié du roi Louis XII[8]. Il épousa après 1513 Jeanne de Nourrigier, dont ils eurent, entre autres :
- Charles de Massougnes, écuyer, seigneur de Villeneuve à Pioussay et de Montaigon. Il épousa en 1554 Madeleine de Lestang, fille de Jehan de Lestang, seigneur de Rulles. De ce mariage sont issus, entre autres :
  - Hercule de Massougnes, qui suit.
  - Jean de Massougnes, auteur de la branche de La Tour.
- Hercule de Massougnes, écuyer, seigneur de Sondreville et des Fontaines. Il épousa en 1576 demoiselle Mathurine Fourestier. De ce mariage est issu, entre autres:
- Jean II de Massougnes, écuyer, seigneur des Fontaines. Il épousa en 1605 Lucrèce Arnauld, fille de feu Jean Arnauld, écuyer, seigneur de Langlée et de Jeanne Vallantin, d'où:
- François de Massougnes, écuyer, seigneur de Rocheroux. Il épousa en 1636 Marguerite du Boullet, fille de François du Boullet, écuyer, seigneur de Logerie et de La Brouhe. De ce mariage sont issus, entre autres:
  - Jean, qui suit.
  - Renée de Massougnes, mariée à Jean de Montalembert, écuyer, seigneur de la Motte-d'Estrade, d'où:
    - César François de Montalembert qui épousa Marie de Mascureau en 1697.

  - Paul de Massougnes, écuyer, seigneur des Granges. Il était, en 1676, lieutenant pour le roi de l'île de Cayenne, et capitaine commandant la garnison.
- Jean III de Massougnes, écuyer, chevalier, seigneur des Fontaines. Il obtint en 1667 une sentence de maintenue de noblesse signée de M. de Barentin, sur la présentation de ses titres. Il épousa en 1660 Marie Mesnard de La Mongerie. De ce mariage sont issus, entre autres :
  - Jean, qui suit.
  - Louise de Massougnes, qui épousa en 1692 François de La Porte aux Loups, écuyer, seigneur de La Cour, fils de Jacques de La Porte aux Loups, écuyer, seigneur d'Ancé et de la Fenêtre, dont postérité.
  - Marie de Massougnes, qui épousa après 1705 Charles de Barbezières, écuyer, seigneur de Brettes, fils d'autre Charles de Barbezières, écuyer, seigneur de La Talonnière.
- Jean IV de Massougnes, écuyer, chevalier, seigneur des Fontaines et de Saint-Simon. Il était lieutenant au régiment de Picardie en 1693. Il fut maintenu dans sa noblesse par sentence du 7 avril 1699, signée de Maupeou d’Ableiges, et obtint, le 10 décembre 1702, le brevet de lieutenant dans la compagnie de La Mongière, au 53e régiment de dragons, de Simon-Antoine de Tenarre, chevalier de Montmain, régiment qui fut impliqué notamment à cette époque dans la guerre de la succession d’Espagne[9]. En 1706, il servait en qualité de maréchal des logis de la 1re brigade de la noblesse de la sénéchaussée d’Angoumois. Il épousa en 1693 Marguerite Desmier, cousine au 3e degré d'Éléonore Desmier d'Olbreuse, et fille de Charles Desmier, écuyer, seigneur de La Vaure et du Breuil-de-Blanzac[10], et de Marie d’Hannecaud, d'où :
- Pierre de Massougnes, chevalier, seigneur de Saint-Simon. Il épousa en 1733 Élisabeth de Concaret, fille de feu Jean de Concaret, écuyer, capitaine d’infanterie, seigneur de La Gravelle, Montmouton et autres lieux, et de dame Angélique de Charon, d'où :
  - Jean, qui suit.
  - Marie-Anne de Massougnes, qui épousa en 1782 Bernard Desmier d’Olbreuze, dit le chevalier d’Olbreuze, ancien gendarme au titre des écossois, fils de Charles Desmier, écuyer, seigneur de Maynot, ancien capitaine d’infanterie au régiment de Marsan, et de Catherine Rasteau (des Arnaulds).
  - Marie de Massougnes qui épousa en 1764, Antoine  Auguste de Chevreuse, écuyer, dit « le chevalier de Tourteron », fils de feu Antoine de Chevreuse, écuyer, seigneur de Tourteron, et de Catherine de Pressac, d'où postérité actuelle.
  - Jean-Bernard de Massougnes, écuyer, chevalier, seigneur de Saint-Simon. Il épousa en 1782  Marie-Anne Louise Elisabeth Victoire de Ponthieu, fille de Louis Thomas Charles, marquis de Ponthieu, chevalier, seigneur de Vandré, du Breuil-de-Chives, de Forgettes, etc., et de Marie-Anne Suzanne de Collet, d'où postérité actuelle.
  - René de Massougnes, mort à 20 ans au service du roi à Montpellier en 1759 sans avoir été marié.
- Jean V de Massougnes, chevalier, dit le comte des Fontaines, seigneur des Fontaines. Il épousa en 1774 Jeanne Marchand, d'où :
  - Jean-Baptiste Auguste, qui suit.
  - Pierre de Massougnes, écuyer, seigneur de Saint-Simon, reçu page de Condé en 1788.
- Jean-Baptiste Auguste de Massougnes, « comte des Fontaines ». Il rallia les armées catholiques et royales sous les ordres du jeune général de Céris. Il épousa en 1808 Marie Rosalie de Regnauld de Villognon, fille de feu Louis de Regnauld, écuyer, seigneur de Villognon, et de Madeleine Prévéraud des Deffends. De ce mariage sont issus :
  - Jean-Baptiste Ernest de Massougnes des Fontaines, qui suit.
  - Jean-Baptiste Louis Zulmé de Massougnes des Fontaines, auteur de la branche cadette des Fontaines.
- Jean-Baptiste Ernest de Massougnes des Fontaines, « comte », qui épousa en 1841 Charlotte-Edmée Falanpin du Fresne, d'où:
- Georges de Massougnes des Fontaines, « comte ». Il avait pris part à la guerre franco-allemande de 1870-71, comme éclaireur officier au corps d’éclaireurs-volontaires du général de Cathelineau[11]. Il épousa en 1872 Françoise Marie Prunet, d'où :
- Jean VI de Massougnes des Fontaines, « comte », docteur en droit, avocat puis juge, successivement à Paris, Saint-Quentin et Mirecourt. Il épousa en 1919 Marie Jamot, dont postérité actuelle.

### Branche de La Tour

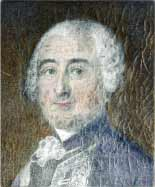
Nicolas-René de Massougnes de La Tour

- Jean de Massougnes, écuyer, seigneur de Loizelière, de La Tour, et en partie de Montaigon, 4e fils de Charles de Massougnes et de Madeleine de Lestang. Il était cornette de la compagnie de chevau-légers du sieur de Mortaigne, en 1594. Il épousa en 1597 Élisabeth de Barbezières, fille de feu Antoine de Barbezières, écuyer, seigneur de La Barbarolière et de La Soudière, et de Jeanne de Granny, dame de La Tour. De cette union naquirent :
  - Charles de Massougnes, qui suit.
  - Jehan de Massougnes, écuyer, seigneur de La Tour et de La Longeais. Lieutenant en 1642 d’une compagnie d’artillerie du maréchal duc de La Meilleraye. Il était lieutenant au service du Poitou dans les armées de Flandre lorsqu’il mourut avant 1649. Il épousa, avant 1640, Magdeleine Thibault, fille de Pierre Thibault, écuyer, seigneur de La Vienne, et de Charlotte du Moutier, dont postérité.
  - Louis de Massougnes, écuyer, seigneur de Loizelière, enseigne du régiment du grand maître de l’artillerie en 1637.
- Charles de Massougnes, écuyer, seigneur de La Tour. Il avait épousé, avant 1632, Marie de Vernou, fille de Joachim de Vernou, écuyer, seigneur de La Fontenelle et de Françoise de Thuri, d'où :
- René de Massougnes, écuyer, seigneur de La Sablière, La Tour, Brelou, La Brangerie, Laux, Plâtres, Chamier. Lieutenant de l’artillerie de France en 1655, gouverneur des ville et château de Parthenay et bailliage de Gâtine, capitaine général des châtels et forêts du duché de La Meilleraye et baronnie de Saint-Maixant en 1695-1698, maintenu dans sa noblesse par M. de Barentin en 1667. Il épousa, en secondes noces en 1665, Catherine Girard de Beaurepaire, fille d’Eusèbe Girard, écuyer, seigneur de Beaurepaire, La Girardie, et de Catherine de Launay, d'où:Nicolas-Marc de Massougnes de La Tour
- Jean-René de Massougnes, chevalier, seigneur de La Tour, La Sablière, La Girardie, La Brangerie, Boisbaudran, Bonrepas. Enseigne de vaisseau en 1696 et 1699. Il avait épousé en 1697 Suzanne Renée de Mauras de Chassenon, fille de Charles de Mauras, écuyer, seigneur de Chassenon, et de Louise Marchand, d'où:
- Nicolas-René de Massougnes, chevalier, « comte de La Tour », seigneur de La Tour, La Girardie, La Brangerie, Bonrepas. Officier de cavalerie, chevalier de Saint-Louis, il est tué à la bataille de Créfeld pendant la guerre de 7 ans, alors qu'il servait en qualité de colonel mestre de camp d’une brigade de cavalerie, le 25 décembre 1756. Il avait épousé vers 1750 Anne Marie-Madeleine du Jordy de Cabanac, dame de Grandchamp, La Grange-au-Roi, Saint-Denis-sur-Ouanne, fille de Guy du Jordy de Cabanac[12], écuyer, marquis de Grandchamp, commandant de la petite-écurie du roi, et de Marie-Anne Guérin de Brulard. Ils eurent entre autres :
- Nicolas-Marc de Massougnes, chevalier, « comte de La Tour », seigneur de Fresnoy, La Girardie, Grandchamp et autres lieux. Lieutenant-colonel de carabiniers, chevalier de Saint-Louis, il avait débuté comme mousquetaire le 2 avril 1771, puis avait émigré en 1791 à Berlin, et servi à l’armée des Princes jusqu’en 1796, puis dans les Hussards de Rohan. Il avait épousé Alexandrine Catherine Bonne Aubertot de Fresnoy, fille de François Aubertot de Fresnoy, écuyer, seigneur de Fresnoy et Doncourt, et d’Angélique Marie Marque de Lanty. Cette branche s'éteignit dans une branche, encore existante, des Planta de Wildenberg.